# Niemcy na Mistrzostwach Europy w Lekkoatletyce 2014
Niemcy na Mistrzostwach Europy w Lekkoatletyce 2014 – reprezentacja Niemiec podczas Mistrzostw Europy w Zurychu liczy 93 zawodników.

## Występy reprezentantów Niemiec

### Mężczyźni

#### Konkurencje biegowe
| Konkurencja                   | Zawodnik                                                                                      | Eliminacje   | Eliminacje | Półfinał   | Półfinał | Finał      | Finał |
| Konkurencja                   | Zawodnik                                                                                      | Rezultat     | Poz.       | Rezultat   | Poz.     | Rezultat   | Poz.  |
| ----------------------------- | --------------------------------------------------------------------------------------------- | ------------ | ---------- | ---------- | -------- | ---------- | ----- |
| Bieg na 100 m                 | Lucas Jakubczyk                                                                               | 10,23 Q      | 6.         | 10,23 Q    | =4.      | 10,25      | 5.    |
| Bieg na 100 m                 | Sven Knipphals                                                                                | 10,37 Q      | 15.        | 10,37      | 12.      | NQ         | NQ    |
| Bieg na 100 m                 | Julian Reus                                                                                   | 10,32 Q      | 11.        | 10,35      | 10.      | NQ         | NQ    |
| Bieg na 200 m                 | Robin Erewa                                                                                   | 20,72 q      | 14.        | 20,82      | 14.      | NQ         | NQ    |
| Bieg na 200 m                 | Aleixo-Platini Menga                                                                          | 20,71 q      | 13.        | 20,89      | 16.      | NQ         | NQ    |
| Bieg na 200 m                 | Julian Reus                                                                                   | DNS          | DNS        | DNS        | DNS      | DNS        | DNS   |
| Bieg na 400 m                 | Kamghe Gaba                                                                                   | 45,80 Q      | 10.        | 46,01 Q    | 12.      | 45,83      | 6.    |
| Bieg na 800 m                 | Dennis Krüger                                                                                 | 1:48,06 q    | 11.        | 1:48,33    | 12.      | NQ         | NQ    |
| Bieg na 1500 m                | Timo Benitz                                                                                   | 3:39,83 Q    | 10.        | —          | —        | 3:47,26    | 7.    |
| Bieg na 1500 m                | Florian Orth                                                                                  | 3:39,99 q    | 12.        | —          | —        | 3:54,35    | 10.   |
| Bieg na 1500 m                | Homiyu Tesfaye                                                                                | 3:39,64 Q    | =7.        | —          | —        | 3:46,46    | 5.    |
| Bieg na 5000 m                | Arne Gabius                                                                                   | —            | —          | —          | —        | 14:11,84   | 7.    |
| Bieg na 5000 m                | Richard Ringer                                                                                | —            | —          | —          | —        | 14:10,92   | 4.    |
| Maraton                       | André Pollmächer                                                                              | —            | —          | —          | —        | 2:14:51    | 8.    |
| Bieg na 110 m ppł             | Erik Balnuweit                                                                                | 13,48 Q      | 11.        | 13,49      | 10.      | NQ         | NQ    |
| Bieg na 110 m ppł             | Matthias Bühler                                                                               | 13,40 Q      | 6.         | 13,39 =SB  | 8.       | NQ         | NQ    |
| Bieg na 110 m ppł             | Gregor Traber                                                                                 | 13,43 Q PB   | 7.         | 13,58      | 14.      | NQ         | NQ    |
| Bieg na 400 m ppł             | Felix Franz                                                                                   | 50,23 Q      | 16.        | 48,96 q PB | 3.       | 49,83      | 5.    |
| Bieg na 400 m ppł             | Varg Königsmark                                                                               | 49,46 Q      | 2.         | 49,12 Q PB | 6.       | 49,91      | 7.    |
| Bieg na 3000 m z przeszkodami | Martin Grau                                                                                   | 8:32,35 Q    | 2.         | —          | —        | 8:44,46    | 13.   |
| Bieg na 3000 m z przeszkodami | Steffen Uliczka                                                                               | 8:36,59 Q    | 14.        | —          | —        | 8:32,99    | 7.    |
| Sztafeta 4 × 100 m            | Julian Reus Lucas Jakubczyk Sven Knipphals Alexander Kosenkow Christian Blum Patrick Domogala | 38,15 Q SB   | 1.         | —          | —        | 38,09 SB   |       |
| Sztafeta 4 × 400 m            | Kamghe Gaba Thomas Schneider Miguel Rigau David Gollnow Jonas Plass                           | 3:02,41 Q SB | 3.         | —          | —        | 3:01,70 SB | 6.    |
| Chód na 20 km                 | Nils-Christopher Gloger                                                                       | —            | —          | —          | —        | 1:29:44    | 27.   |
| Chód na 20 km                 | Christopher Linke                                                                             | —            | —          | —          | —        | 1:21:00 SB | 5.    |
| Chód na 20 km                 | Hagen Pohle                                                                                   | —            | —          | —          | —        | 1:24:00    | 15.   |
| Chód na 50 km                 | Carl Dohmann                                                                                  | —            | —          | —          | —        | 3:51:27 PB | 15.   |

#### Konkurencje techniczne
| Zawodnik       | Konkurencja       | Eliminacje | Eliminacje | Finał    | Finał   |
| Zawodnik       | Konkurencja       | Rezultat   | Pozycja    | Rezultat | Pozycja |
| -------------- | ----------------- | ---------- | ---------- | -------- | ------- |
| Skok o tyczce  | Karsten Dilla     | 5,50 q     | =7.        | 5,40     | =9.     |
| Skok o tyczce  | Malte Mohr        | DNS        | DNS        | DNS      | DNS     |
| Skok o tyczce  | Tobias Scherbarth | NM         | NM         | NM       | NM      |
| Skok w dal     | Sebastian Bayer   | 7,56       | 23.        | NQ       | NQ      |
| Skok w dal     | Julian Howard     | 7,63       | 21.        | NQ       | NQ      |
| Skok w dal     | Christian Reif    | 8,02 Q     | 4.         | 7,95     | 8.      |
| Pchnięcie kulą | David Storl       | 20,76 Q    | 1.         | 21,41    |         |
| Rzut dyskiem   | Robert Harting    | 67,01 Q    | 1.         | 66,07    |         |
| Rzut dyskiem   | Daniel Jasinski   | 64,11 Q    | 5.         | 62,04    | 7.      |
| Rzut dyskiem   | Martin Wierig     | 63,96 q    | 6.         | 60,82    | 11.     |
| Rzut oszczepem | Andreas Hofmann   | 79,59 q    | 8.         | 77,42    | 9.      |
| Rzut oszczepem | Thomas Röhler     | 81,24 Q    | 3.         | 70,31    | 12.     |
| Dziesięciobój  | Arthur Abele      | —          | —          | 8477 PB  | 5.      |
| Dziesięciobój  | Rico Freimuth     | —          | —          | 8308     | 7.      |
| Dziesięciobój  | Kai Kazmirek      | —          | —          | 8458     | 6.      |

### Kobiety

#### Konkurencje biegowe
| Konkurencja                   | Zawodniczka                                                                       | Eliminacje | Eliminacje | Półfinał | Półfinał | Finał      | Finał |
| Konkurencja                   | Zawodniczka                                                                       | Rezultat   | Poz.       | Rezultat | Poz.     | Rezultat   | Poz.  |
| ----------------------------- | --------------------------------------------------------------------------------- | ---------- | ---------- | -------- | -------- | ---------- | ----- |
| Bieg na 100 m                 | Rebekka Haase                                                                     | 11,35 Q    | =13.       | 11,52    | =18.     | NQ         | NQ    |
| Bieg na 100 m                 | Tatjana Pinto                                                                     | 11,41 Q    | =15.       | 11,48    | 16.      | NQ         | NQ    |
| Bieg na 100 m                 | Verena Sailer                                                                     | 11,25 Q    | =7.        | 11,24    | =8.      | NQ         | NQ    |
| Bieg na 400 m                 | Esther Cremer                                                                     | 51,98 Q    | 9.         | 52,83    | 12.      | NQ         | NQ    |
| Bieg na 1500 m                | Diana Sujew                                                                       | 4:11,27 q  | 6.         | —        | —        | 4:08,63    | 8.    |
| Bieg na 5000 m                | Maren Kock                                                                        | —          | —          | —        | —        | 16:04,60   | 15.   |
| Bieg na 10000 m               | Sabrina Mockenhaupt                                                               | —          | —          | —        | —        | 32:30,49   | 6.    |
| Maraton                       | Katharina Heinig                                                                  | —          | —          | —        | —        | 2:40:11    | 28.   |
| Maraton                       | Sabrina Mockenhaupt                                                               | —          | —          | —        | —        | DNF        | DNF   |
| Maraton                       | Mona Stockhecke                                                                   | —          | —          | —        | —        | 2:35:44    | 22.   |
| Bieg na 100 m ppł             | Nadine Hildebrand                                                                 | 12,78 Q    | 3.         | 12,92 q  | 6.       | 13,01      | 6.    |
| Bieg na 100 m ppł             | Franziska Hofmann                                                                 | 13,21 Q    | 20.        | 13,14    | 14.      | NQ         | NQ    |
| Bieg na 100 m ppł             | Cindy Roleder                                                                     | 12,91 Q    | 6.         | 12,84 Q  | 4.       | 12,82      |       |
| Bieg na 400 m ppł             | Christiane Klopsch                                                                | 56,23 Q    | 6.         | 56,28    | 9.       | NQ         | NQ    |
| Bieg na 3000 m z przeszkodami | Gesa Felicitas Krause                                                             | 9:47,36 Q  | 3.         | —        | —        | 9:35,46    | 5.    |
| Bieg na 3000 m z przeszkodami | Antje Möldner-Schmidt                                                             | 9:52,02 Q  | 8.         | —        | —        | 9:29,43 SB |       |
| Bieg na 3000 m z przeszkodami | Jana Sussmann                                                                     | 10:07,99   | 18.        | —        | —        | NQ         | NQ    |
| Sztafeta 4 × 100 m            | Verena Sailer Tatjana Pinto Rebekka Haase Josefina Elsler Nadine Gonska Inna Weit | DNF        | DNF        | —        | —        | DNF        | DNF   |
| Sztafeta 4 × 400 m            | Esther Cremer Ruth Sophia Spelmeyer Lena Schmidt Lara Hoffmann Janin Lindenberg   | 3:30,39 q  | 6.         | —        | —        | 3:27,69 SB | 6.    |

#### Konkurencje techniczne
| Konkurencja    | Zawodniczka                | Eliminacje | Eliminacje | Finał    | Finał   |
| Konkurencja    | Zawodniczka                | Rezultat   | Pozycja    | Rezultat | Pozycja |
| -------------- | -------------------------- | ---------- | ---------- | -------- | ------- |
| Skok wzwyż     | Marie-Laurence Jungfleisch | 1,89 q     | =1.        | 1,97     | 5.      |
| Skok o tyczce  | Katharina Bauer            | 4,25       | =17.       | NQ       | NQ      |
| Skok o tyczce  | Carolin Hingst             | 4,45 q     | =1.        | 4,35     | =10.    |
| Skok o tyczce  | Lisa Ryzih                 | 4,45 q     | =6.        | 4,60     | 4.      |
| Skok w dal     | Melanie Bauschke           | 6,56 q     | 7.         | 6,55     | 6.      |
| Skok w dal     | Malaika Mihambo            | 6,70 Q     | 2.         | 6,65     | 4.      |
| Skok w dal     | Sosthene Taroum Moguenara  | 6,50 q     | 11.        | 6,38     | 9.      |
| Trójskok       | Katja Demut                | 13,39      | 18.        | NQ       | NQ      |
| Trójskok       | Jenny Elbe                 | 13,83 q    | 7.         | 13,68    | 11.     |
| Trójskok       | Kristin Gierisch           | 13,91 q    | 5.         | 13,76    | 9.      |
| Pchnięcie kulą | Christina Schwanitz        | 19,35 Q    | 1.         | 19,90    |         |
| Pchnięcie kulą | Lena Urbaniak              | 17,17      | 10.        | 17,77    | 8.      |
| Rzut dyskiem   | Shanice Craft              | 61,88 Q    | 3.         | 64,33    |         |
| Rzut dyskiem   | Julia Fischer              | 57,78 Q    | 7.         | 61,20    | 5.      |
| Rzut dyskiem   | Anna Rüh                   | 59,84 Q    | 4.         | 62,46    | 4.      |
| Rzut oszczepem | Christin Hussong           | 61,13 Q    | 2.         | 59,29    | 7.      |
| Rzut oszczepem | Katharina Molitor          | 58,24 Q    | 8.         | 58,00    | 9.      |
| Rzut oszczepem | Linda Stahl                | 59,42 Q    | 7.         | 63,91    |         |
| Rzut młotem    | Betty Heidler              | 70,49 Q    | 6.         | 72,39    | 5.      |
| Rzut młotem    | Kathrin Klaas              | 69,78 Q    | 8.         | 72,89    | 4.      |
| Rzut młotem    | Carolin Paesler            | 68,47 q    | 9.         | 61,89    | 10.     |
| Siedmiobój     | Claudia Rath               | —          | —          | 6225     | 8.      |
| Siedmiobój     | Carolin Schäfer            | —          | —          | 6395 PB  | 4.      |
| Siedmiobój     | Lilli Schwarzkopf          | —          | —          | 6332     | 5.      |